# 𝼉
𝼉 (uniquement en minuscule), appelé t crosse hameçon rétroflexe, est une lettre latine qui est utilisée dans certaines variantes non standard de l’alphabet phonétique international. Il est composé d’un t crosse ‹ ƭ › avec un crochet rétroflexe.

## Utilisation
Le symbole 𝼉 dans certaines variantes non standard de l’alphabet phonétique international pour représenter une consonne occlusive injective rétroflexe sourde.

## Représentations informatiques
Le t crosse hameçon rétroflexe peut être représenté avec les caractères Unicode (Latin étendu G) suivants : 
| formes    | représentations | chaînes de caractères | points de code | descriptions                                        |
| --------- | --------------- | --------------------- | -------------- | --------------------------------------------------- |
| minuscule | 𝼉               | 𝼉                     | U+1DF09        | lettre minuscule latine t crosse hameçon rétroflexe |